# Bizse Ferenc
Bizse Ferenc  (Pécs, 1974. május 12. –) kommunikációs szakember, újságíró, rádiós, média tartalomgyártó, szerkesztő, műsorvezető. Nős, 2007 óta Budapesten él.

## Szakmai életútja
1994-ben kezdte a rádiózást az egyesült államokbeli Pennsylvaniaban.  A '90-es évek közepe óta kereskedelmi, közszolgálati és közösségi rádióknál is dolgozott műsorvezetőként, felelős szerkesztőként, illetve főszerkesztőként. Zenés, interaktív magazin- és sportműsorokat, portrékat, valamint exkluzív interjúkat készített. Előadásokat tartott médiaiskolásoknak, szabadtéri pódiumbeszélgetéseket vezetett, műsorokat konferált angol és magyar nyelven. Céges kommunikációs stratégiát, rádiós zenei arculatot tervezett, illetve többször részt vett médiaprojektekben tanácsadóként. Cikkei, interjúi számos sajtóorgánumban megjelentek. (Forrás: linkedin.com/in/ferenc-bizse-2a2a15277/)
1999-ben egy pécsi kereskedelmi rádió (Rádió 2000 – FM 90.6) munkatársaként műsorvezetőként dolgozott. 
2000-ben az akkor induló pécsi Remény Rádióhoz (FM 94.6) került, ahol szolgáltató-, zenés- és sportműsorokat szerkesztett és vezetett. 2001-től a Pécsi Országos Színházi Találkozó  médiapartnereként műsorokat szerkesztett és vezetett rádióstúdióból, illetve szabadtéri helyszínekről. 2004-ben a Pécsi Országos Színházi Találkozón könyvbemutató szabadtéri pódiumbeszélgetéseket vezetett a Széchenyi téren, interjúalanyai többek között Görgey Gábor, Kornis Mihály, Kányádi Sándor, Lévai Balázs és Bóta Gábor voltak. (Forrás: kultura.hu)
2004-től a Remény Rádió főszerkesztője.
2006-ban a Magyar Rádió Pécsi Körzeti Stúdiójához (Régió Rádió – FM 101.7) igazolt át; műsorai a rádió leghallgatottabb programjai közé tartoztak.
2007-ben a budapesti székhelyű Lánchíd Rádió alapító tagja volt, a rádió indulásától kezdve kilenc évig dolgozott szerkesztő-műsorvezetőként. Legnépszerűbb műsorai: Lokátor, Folk-A-Vezér, Folkátor, Szigorúan Nyilvános. 
2009-ben a Lánchíd Rádió munkatársaként szakmai előadásokat tartott a piliscsabai Iosephinum Szakkollégium média szakos hallgatói részére. (Forrás: iosephinum.hu)
2015 májusától szórakoztató véleményműsort szerkesztett és vezetett a Lánchíd Rádióban, "Nyitott Stúdió Bizse Ferenccel" címmel. Vendégei civilek, közszereplők, művészek és megmondóemberek voltak, akik nem rejtették véka alá véleményüket. A formabontó műsorban szókimondó szövegek és őszinte vallomások is helyet kaptak. (Forrás: mno.hu)
2016 márciusától 2023 júniusáig a budapesti székhelyű Karc FM vezető szerkesztője és műsorvezetője volt. Interaktív, zenés, beszélgetős műsoraiban a hazai sztárvilág krémje mellett a mainstream média által hanyagolt, figyelemre érdemes előadók, határon túli művészek is rendszeresen látótérbe kerültek. Az élő adásokban a hallgatók minden esetben aktív részesei lehettek az eseményeknek. Műsorai: SztárKarcok, Hangadó, FolKarc. (Forrás: karcfm.hu) 
2024 novemberéig a Nevetnikék Alapítvány kommunikációs vezetője, PR managere és CSR koordinátora. (forrás: nevetnikek.hu) 

## Munkahelyei
- 1994        Radio CCW (Pennsylvania, Egyesült Államok)
- 1999        Rádió 2000 Pécs
- 1999-től    Remény Rádió Pécs (2004-től főszerkesztő)
- Műsorai: Hangadó, Konfetti, Ráhangoló, Csodálatos Család, Kosárlabda-közvetítések, drogprevenciós műsorok
- 2006-tól    Magyar Rádió – Pécsi Körzeti Stúdió (Régió Rádió)
- Műsorai: Édes Éter, Estidőben, Nyitott Stúdió, bűnügyi témájú műsorok
- 2007-től    Lánchíd Rádió
- Műsorai: Folk-A-Vezér, Lokátor, Folkátor, Szigorúan Nyilvános, Nyitott Stúdió Bizse Ferenccel
- 2016-tól  2023-ig   Karc FM
- Műsorai: SztárKarcok, Hangadó, FolKarc
- 2024 Nevetnikék Alapítvány (kommunikációs vezető, PR manager, CSR koordinátor)

### Archívum
- SZTÁRKARCOK - https://www.mixcloud.com/discover/szt%C3%A1rkarcok/
- HANGADÓ - https://www.mixcloud.com/discover/hangad%C3%B3/
- FOLKARC - https://www.mixcloud.com/discover/folkarc/

Cikkek, interjúk
https://univpecs.com/magazin/trendi_streamingek_helyett_csatornazzuk_be_jot
https://mecsekerdo.hu/olyan-ez-mint-a-szulo-felto-torodese/
https://nevetnikek.blog.hu/2024/02/07/kulonleges_talalkozasom_az_ev_onkenteseivel